# Stopplaats Zuidermeer
Stopplaats Zuidermeer (geografische afkorting Zr) is een voormalige stopplaats aan de spoorlijn Alkmaar - Hoorn. De stopplaats was geopend van 1 oktober 1898 tot 15 mei 1938. De wachtpost uit 1898 werd in 1991 gesloopt.